# La primavera romana de la Sra. Stone (2003)
La primavera romana de la Sra. Stone es una película del año 2003, adaptación de la película The Roman Spring of Mrs. Stone de 1961 basada, a su vez, en una novela de Tennessee Williams de 1950.
La película fue estrenada en EUA por Showtime Networks el 31 de marzo de 2003 y lanzada en DVD en 2004.
Fue dirigida por Robert Allan Ackerman y producida por James Flynn y Morgan O'Sullivan, con guion de Martin Sherman.
Protagonizan la película Helen Mirren, Olivier Martinez, Anne Bancroft, Brian Dennehy, Rodrigo Santoro, Victor Alfieri y Suzanne Bertish.

## Nominaciones y premios

### Premios Emmy
La película recibió cinco nominaciones a los Premios Emmy, incluyendo:
- Actriz principal: Helen Mirren
- Actriz secundaria: Anne Bancroft
- Composición musical: John Altman
- Dirección: Robert Allan Ackerman

### Globos de Oro
- Nominación para la mejor miniserie o película hecha para televisión.
- Mejor interpretación de una actriz en una miniserie o película hecha para televisión - Helen Mirren